# Мацубара, Тиэко
Тиэко Мацубара — японская киноактриса. Родилась в Нагое. За период с 1961 года снялась более чем в 115 фильмах.
Родилась в семье банщика.
В 1960 году, ещё будучи школьницей, победила на конкурсе красоты, который проводился концерном Никкацу. В качестве приза получил возможность посещать фотостудию Никкацу в качестве модели. После подписания контракта со студией Тиэко снималась в боевиках и молодежных фильмах. В 1971 году она покинула Никкацу, после чего в основном стала появляться в телесериалах. В 1970-е годы буромайдо с изображением Мацубары по количеству продаж превосходили фотографии с изображением других популярных актрис.
Мацубара была признана «красивейшей девушкой Нагои поколения 60-х». Вместе с Саюри Ёсинагой и Масако Идзуми (яп. 和泉雅子) она входила в «тройку красивейших девушек Никкацу».